# 부가 판권 시장
부가 판권 시장은 공연, 영화, 방송 프로그램 등의 문화 상품을 극장 상영, 본 공연, 본 방송 등을 통해서가 아닌, 그 다음 단계에서 판매하고 소비하는 시장이다. 저장 매체 기술의 발달로 일회성에 그칠 문화 상품을 기록 및 유통하게 됨으로써 소비자들은 자신이 원하는 시간과 장소에서 원하는 횟수만큼 그 상품 서비스를 누릴 수가 있게 되었다.
문화 상품 제공자는 부가 판권 시장을 통하여 더 큰 수익을 얻을 수 있고, 소비자는 상품을 소비하는 환경을 각자 고를 수 있게 되었다. 흔히 부가 판권 시장은 집에서 문화 상품을 감상하는 형태로 소비되기 때문에 홈 비디오 시장이라 불리기도 하며, 1차 시장 이후의 추가 시장이라 하여 2차 판권 시장, 2차 시장이라 불리기도 한다.
부가 판권 시장은 저장 매체를 통한 소비 외에도 캐릭터, 패션 등의 파생 상품 시장도 포함한다.

저작권 기호.

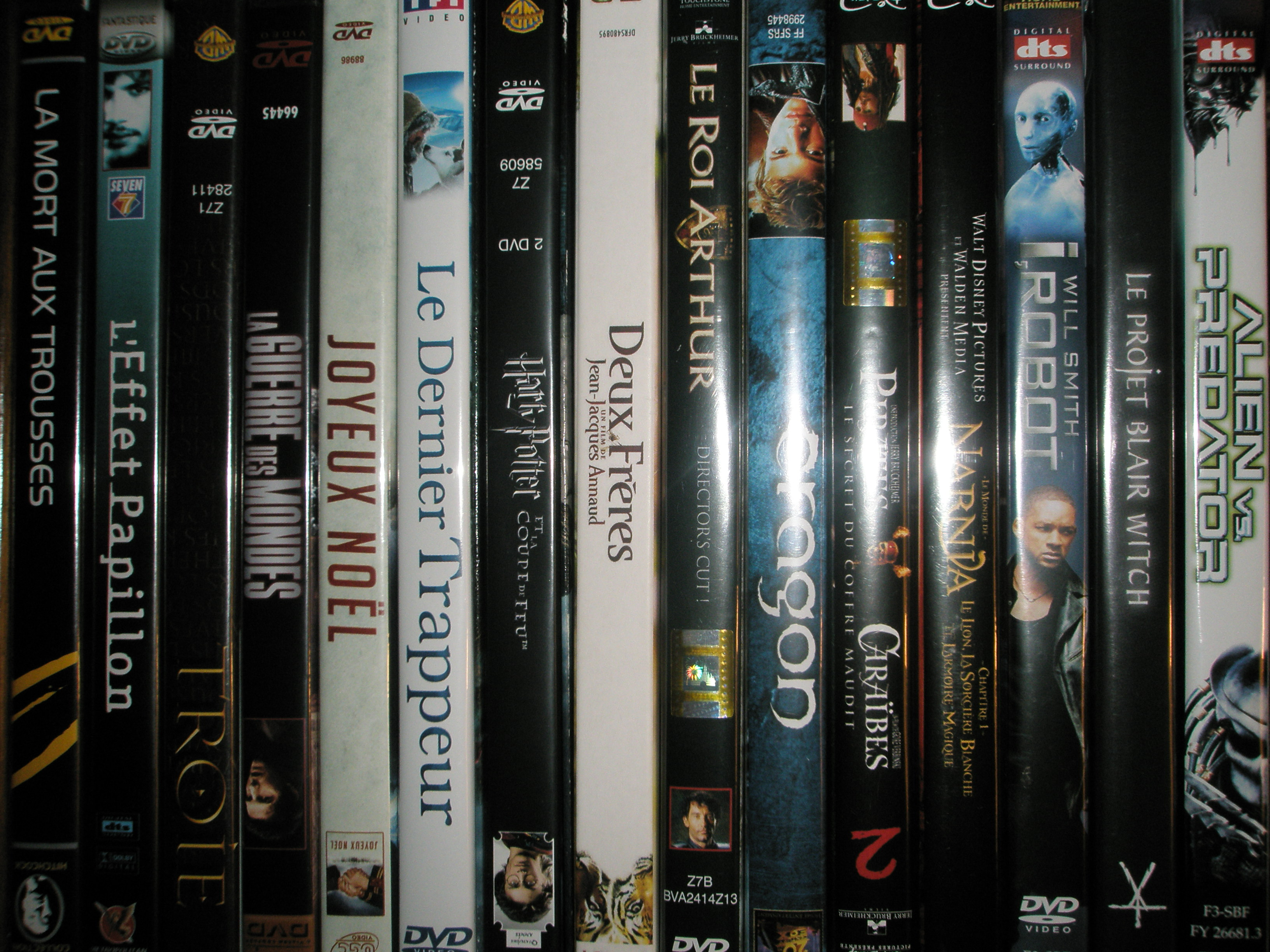
DVD로 출시된 영화 작품들.

## 유통 구조
문화 상품이 될 수 있는 작품의 창작자는 원초적인 저작권을 갖게 되고, 저작권자는 이 권리의 일부 또는 전부를, 작품을 상품화하여 유통시키거나 재가공하려는 상대에게 판매할 수 있다. 소비자가 최초로 문화 상품을 접하게 되는 시장, 즉 1차 시장은, 연극, 뮤지컬, 오페라, 음악회 등의 공연은 극장, 또는 공연장에서, 영화는 영화관에서, 방송 프로그램은 예고된 시간의 본 방송을 통해서 형성된다. 1차 시장에서 미처 서비스를 누리지 못한 소비자와 1차 시장에서 이미 누렸으나 또 누리기를 원하는 소비자에게 그 욕구를 충족시킬 상품이 공급된다. 2차 상품은 최초 저작권자가 직접 생산, 판매하여 공급되기도 하며, 부가 판권을 별도로 구입한 자가 그 공급을 담당하기도 한다.

### 셀스루
부가 판권 시장 중 비디오테이프, DVD 대여 등의 임대 형식이 아닌, 소장용 상품 판매에 대한 부분을 "셀-스루 시장"(Sell-Through), "소비자 직접 판매 시장"이라 부르기도 한다. 본래 이 용어는 판매량과 관련된 통계학적 개념이다.

## 상품 유형

### 저장 매체
일회성으로 끝날 수 있는 시간 예술적인 문화 상품은 1차 시장 외에도 다음과 같은 저장 매체를 통해서 유통 및 판매가 된다.
- TV, 라디오 등의 방송 매체를 통한 재방송
- 인터넷 VOD
- VHS / CD / DVD / Blu-ray 등의 저장 매체

### 그 외의 상품
한 문화 상품 속에 소비자들의 추가 소비 욕구의 잠재적 대상을 별도로 확대 생산하여 파생 문화 상품을 공급하기도 한다. 가장 대표적인 것이 캐릭터 상품과 패션 상품이다.

## 같이 보기
- 저작물
- 저작권
- 불법 복제
- 복사 방지
- 홀드 백(Hold Back)
- 홈 시어터

## 참조

### 읽을거리
- 오정석. (2007-10-29). 《수입 분배의 경제학》. 삼성 경제 연구소. 총 136쪽. ISBN 978-89-7633-360-5.
- 박석규. (2008-01-08). 《IPTV와 디지털 콘텐츠 저작권의 이해》. 진한 M&B. 총 195쪽. ISBN 978-89-8432-334-6.
- 유진룡. (2009-02-20). 《엔터테인먼트 산업의 이해》. 넥서스 BIZ. 총 528쪽. ISBN 978-89-91117-53-2.
- 김원제. (2009-07-31). 《콘텐츠 실크 로드 미디어 오디세이》. 한국 학술 정보. 총 350쪽. ISBN 978-89-268-0220-5.